# Jiří Weil
Pour les articles homonymes, voir Weil.
Jiří Weil, né le 6 août 1900 à Praskolesy et mort le 13 décembre 1959 à Prague, est un écrivain tchécoslovaque d'origine juive adhérent au parti communiste dans l'entre-deux guerres et ayant survécu à la Shoah

## Biographie
Jiří Weil est né le 6 août 1900 à Praskolesy, une petite ville à 40 km de Prague, près de Horovice, en royaume de Bohême. Il est le second d'une famille de juifs orthodoxes. Son père possède une petite usine. Il termine ses études secondaires en 1919 et étudie les langues slaves et la littérature comparée à l'université Charles de Prague. Encore étudiant, il commence déjà à écrire et à traduire des textes. Il publie un premier roman Mesto sous le pseudonyme de Jiří Wilde. Il fait partie de cercles de jeunes intellectuels de gauche, comme le mouvement Devětsil, qui réunit les artistes les plus talentueux de l'avant-garde tchèque. En 1921, il adhère au parti communiste tchèque et occupe rapidement de hautes fonctions chez les jeunes communistes. Il devient journaliste au sein de la presse communiste tchécoslovaque de 1922 à 1931. Il publie son premier article dans le quotidien Rudé Právo sur la vie culturelle en Union soviétique. Il poursuit en même temps son travail de traducteur de russe en tchèque avec les œuvres de Boris Pasternak, Vladimir Lougovskoï, Vladimir Maïakovski et Marina Tsvetaeva. Il travaille ensuite à l'ambassade soviétique à Prague.
Jiří Weil part pour la première fois en Union soviétique en 1922 avec les jeunes communistes. Il s'installe en URSS en 1933 et devient journaliste et traducteur des classiques marxistes-léninistes aux éditions du Komintern à Moscou. Il participe notamment à la traduction en tchèque de L'État et la révolution de Lénine. À l'instigation du NKVD, il fait passer des documents illégaux dans l'Allemagne nazie. Mais il est victime des purges staliniennes en 1934. Il est chassé du Parti communiste et exilé au Kazakhstan. De retour en Tchécoslovaquie en 1935, il rapporte un témoignage sévère sur ses expériences soviétiques dans un livre de reportage et dans deux romans, "De Moscou à la frontière" '1937) et La cuiller en bois (1938), un des premiers livres parlant du goulag. En 1938, il travaille pour le musée juif de Prague. Après la signature des Accords de Munich, les 29 et 30 septembre 1938, des amis lui proposent de partir au Royaume-Uni. Ne se sentant pas particulièrement juif, il refuse.
En 1938 et 1939, la partie tchèque de la Tchécoslovaquie est occupée par les nazis. Jiří Weil est pourchassé en tant que communiste mais surtout en tant que juif. Lui qui se pensait uniquement en tant qu'homme prend alors conscience de sa judéité. En 1942, lorsqu'il doit être déporté, il fait croire à son suicide. Il passe alors à la clandestinité. Grâce à des amis de la résistance, il parvient à survivre. Durant cette période, il continue à écrire. L'expérience de la clandestinité mais surtout sa condition d'un être inférieur ne cessent alors de le hanter jusqu'à sa mort. Elle lui inspire un de ses plus grand romans Vivre avec une étoile, publié en 1949, admiré notamment par Harold Pinter, Arthur Miller et Philip Roth, ce dernier écrit dans sa préface à l'édition française :
« Ce qu’il partageait avec Babel c’était la capacité d’écrire sur la barbarie et la douleur avec un laconisme qui semble être en soi le commentaire le plus féroce qu’on puisse faire sur ce que la vie a de pire à offrir. ». Cet ouvrage raconte l'histoire de quelqu'un que son origine et l'étoile de son manteau excluent du monde des hommes et qui attend le verdict dans la crainte et la misère, résignation face à la mort dont le tirera seule la découverte de la solidarité humaine.
Entre 1945 et 1948, il réintègre la vie culturelle de la Tchécoslovaquie. Il dirige la revue Literarni noviny. Après l'arrivée des communistes au pouvoir en 1948, Jiří Weil est exclu de l'Union des écrivains pour ses ouvrages d'avant-guerre et est interdit de publication. Il travaille au Musée juif de Prague. Les documents sur le génocide des juifs tchèques qui passent entre ses mains lui inspirent un collage littéraire, Complainte pour 77297 victimes. Il est réhabilité en 1958. Mendelssohn sur le toit, son dernier livre achevé, paraîtra un an après sa mort, en 1960.

## Œuvres
- Ruská revoluční literatura, 1924
- Kulturní práce sovětského Ruska, 1924
- Češi stavějí v zemi pětiletek, 1937
- De Moscou à la frontière, Moskva-hranice, 1937
- La cuiller en bois, Dřevená lžíce, 1938
- Makanna, otec divů, 1946
- Barvy, 1946
- Vzpomínky na Julia Fučíka, 1947
- Vivre avec une étoile, Život s hvězdou, 1949, traduit du tchèque par Xavier Galmiche avec une préface de Philip Roth, Éditions Denoël, 1992, réédition : Paris, Éditions 10-18. Domaine étranger no 2764, 1996
- Mír, 1949
- Vězeň chillonský, 1957
- Harfeník, 1958
- Complainte pour 77297 victimes, Žalozpev za 77297 obetí, 1958
- Mendelssohn est sur le toit, Na střeše je Mendelssohn, traduit du tchèque et présenté par [[Erika Abrams]], 1960, Éditions Denoël, « Empreinte », 1993, réédition : Paris, Éditions 10-18, Domaine étranger n° 2888, 1997
- La Cathédrale de Strasbourg, Štrasburská katedrála, nouvelle de 1938 suivie de Que peut bien faire un Tchèque en Alsace? d'Alena Wagnerová, bf éditeur, Strasbourg, 2008